# Розвазька сільська рада
Ро́звазька сільська́ ра́да — колишній орган місцевого самоврядування в Острозькому районі Рівненської області. Адміністративний центр — село Розваж.

## Загальні відомості
- Розвазька сільська рада утворена в 1991 році.
- Територія ради: 18,14 км²
- Населення ради: 1 123 особи (станом на 2001 рік)
- Територією ради протікає річка Горинь.

## Населені пункти
Сільській раді підпорядковані населені пункти:
- с. Розваж

## Склад ради
Рада складається з 12 депутатів та голови.
- Голова ради: Ягодка Юрій Петрович
- Секретар ради: Гуріна Ліна Олександрівна

### Керівний склад попередніх скликань
| Прізвище, ім'я, по батькові | Основні відомості                                                                                        | Дата обрання | Дата звільнення |
| --------------------------- | --- | ------------ | --------------- |
| Яремчук Надія Іванівна      | Сільський голова, 1952 року народження, позапартійна                                                     | 26.03.2006   | 31.10.2010      |
| Юрчук Ігор Степанович       | Сільський голова, 1967 року народження, освіта середня спеціальна, член політичної партії «Наша Україна» | 31.10.2010   |                 |

Примітка: таблиця складена за даними сайту Верховної Ради України